# Adelfiakören
Adelfiakören var en blandad kör och kyrkokör i Norrköping som bildades 11 juni 1911. Kören gick samma med Sångkören Klippan år 1973 och bildade kören Norrköpings baptistförsamlings kör.

## Historik
Adelfiakören bildades den 11 juni 1911 i Norrköping. Dirigent för kören var direktör Johansson. Kören var ansluten till Svenska Baptisternas Sångarförbund. Den 4 september 1937 tog kantor Elof Wåhlberg över efter Johansson som dirigent för kören. 1951 blev Josef Sandén dirigent för kören. 1956 blev Gunnar Hemming dirigent för kören. Kören gick samma med Sångkören Klippan år 1973 och bildade kören Norrköpings baptistförsamlings kör.